# 国際連合安全保障理事会決議479
国際連合安全保障理事会決議479（こくさいれんごうあんぜんほしょうりじかいけつぎ479、英: United Nations Security Council resolution 479）は、1980年9月28日に国際連合安全保障理事会で採択された決議である。イラン・イラク戦争に関係する。
国際関係における脅威と武力の行使に対して加盟国に注意喚起した上で、安保理はイランとイラクに対して戦闘の即時停止を要求し、代わりに交渉による解決を促した。
さらに、イランとイラクに対して、適切な調停の申し出を受け入れるように求め、他の加盟国に対しては現地の緊張が悪化するような行動を控えるように求めた。
また、この問題に関するクルト・ヴァルトハイム国際連合事務総長の仕事を称賛した上で、48時間以内に折り返し報告するように求めた。